# Vărzăreștii Noi
Vărzăreștii Noi è un comune della Moldavia situato nel distretto di Călărași di 1.309 abitanti al censimento del 2004